# Мартин, Юджин Джеймс
Юджин Джеймс Мартин (24 июля 1938 — 1 января 2005) — американский художник афроамериканского происхождения.

## Биография
Родился на Капитолийском холме в Вашингтоне. Его матерью была Маргарет Элен Дов, отцом же Джеймс Уолтер Мартин, игравший джаз. В 1942 году мать Мартина умерла, рожая его брата Джерри. Оба они были помещены под опеку. Мартин несколько раз убегал, в шесть лет оказался в школе и провёл остальную часть своего детства на ферме приёмных родителей Фрэнни и Мадессы Сноудон в Мэриленде.

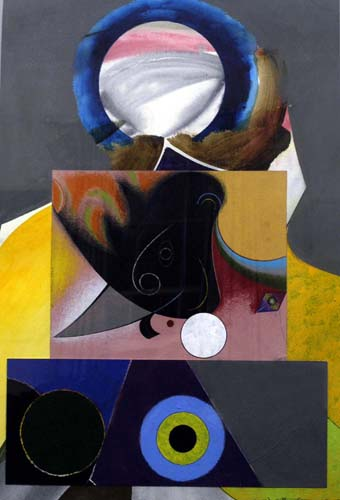
Ю. Дж. Мартин, Midnight Golfer, 1990

Именно на ферме мальчик начал писать портреты в стиле реализма и делать зарисовки природы. После окончания обучения в школах некоторое время он выбирал между карьерами профессионального музыканта (Юджин играл на нескольких музыкальных инструментах и даже входил в местную группу The Nu-tones) и живописца. Он недолго прослужил на американском военном флоте, надеясь получить с его помощью художественное образование. Этого, однако, добиться не удалось, и молодой человек был отправлен в почётную отставку.
В 1960—1963 годах Юджин посещал школу искусств Corcoran School of the Arts and Design. Став профессиональным художником, большую часть дальнейшей жизни, за исключением недолгого пребывания в Северной Каролине, он прожил в родном Вашингтоне. В 1996 переехал в Лафайетт, штат Луизиана. После кровоизлияния в мозг, перенесённого Юджином в декабре 2001 года во время нахождения художника в Бельгии, он восстановился, пройдя лечение в Луизиане и продолжал рисовать до самой смерти. Скончался Мартин в Лафайетте в 2005 году.

### Личная жизнь
С 1988 года художник состоял в браке с биологом Сюзанной Фредерик.

## Творчество

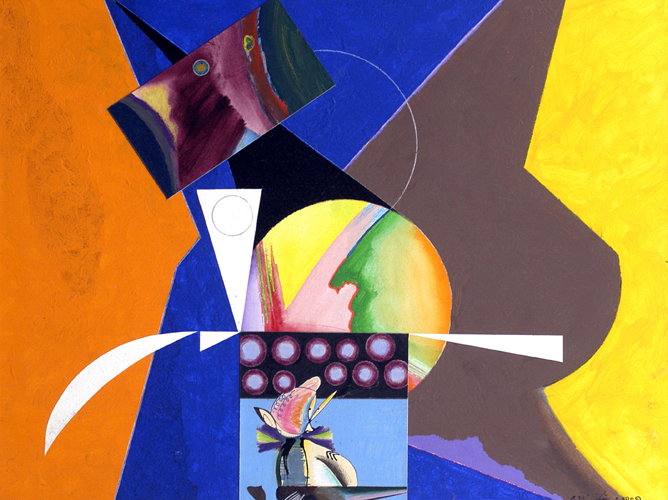
Ю. Дж. Мартин, A Nutcracker, 2000

Мартин не создавал скульптур. Наиболее известен он живописными коллажами на бумаге и рисунками карандашом и ручкой, в которых нередко проявлялся юмор художника. Он всегда оставался независимым, будучи ведом только своим пониманием целостности и последовательности художника и не примыкая ни к одному из направлений в искусстве.
Работы Юджина не удается однозначно классифицировать в ту или иную категорию. Сам Мартин многие свои произведения называл «сатирическими абстракциями».
Произведения Мартина хранятся во множестве частных коллекций и музейных собраний. По состоянию на 2011 год они продолжают участвовать в выставках.